# Glaucopsyche aeruginosa
Glaucopsyche aeruginosa är en fjärilsart som beskrevs av Otto Staudinger 1881. Glaucopsyche aeruginosa ingår i släktet Glaucopsyche och familjen juvelvingar. Inga underarter finns listade i Catalogue of Life.